# Thành phố Anh hùng (Liên Xô)
Thành phố Anh hùng (tiếng Nga: город-герой, gorod-geroy) là một danh hiệu vinh dự được Đoàn Chủ tịch Xô viết Tối cao Liên bang Xô viết trao tặng cho 12 thành phố đã có những hành động tập thể xuất sắc thể hiện tinh thần yêu nước trong Chiến tranh Vệ quốc Vĩ đại (Chiến tranh thế giới thứ hai) từ 1941 đến 1945. Pháo đài Brest cũng được trao tặng danh hiệu tương đương là Pháo đài Anh hùng. Đây là danh hiệu tập thể cho các thành phố tương đương với danh hiệu trao cho các cá nhân, danh hiệu Anh hùng Liên bang Xô viết.

## Lịch sử
Cụm từ "thành phố anh hùng" được nói đến lần đầu trong các bài báo của tờ Pravda (Sự thật) vào đầu năm 1942. Nó được nhắc đến chính thức lần đầu tiên vào ngày 1 tháng 5 năm 1945, khi Iosif Vissarionovich Stalin ra sắc lệnh của Tư lệnh tối cao quyết định bắn đại bác chào mừng các "thành phố anh hùng" là Leningrad, Stalingrad, Sevastopol và Odessa.
Ngày 22 tháng 6 năm 1961 nhân dịp kỉ niệm lần thứ 20 ngày bắt đầu Chiến tranh giữ nước vĩ đại, Chủ tịch đoàn Xô viết tối cao đã ra sắc lệnh tặng thưởng cho thành phố Kiev danh hiệu Thành phố Anh hùng. Danh hiệu này trở thành một danh hiệu vinh dự chính thức vào lễ kỉ niệm lần thứ 20 chiến thắng của Chiến tranh giữ nước vĩ đại, ngày 8 tháng 5 năm 1965, và nó được trao cho các thành phố Leningrad, Volgograd (tên cũ là Stalingrad), Kiev, Sevastopol và Odessa. Sau đó, Moskva cũng được trao tặng danh hiệu này và pháo đài Brest cũng được phong Pháo đài anh hùng.
Các thành phố được phong Anh hùng tiếp theo là:
- 14 tháng 9 năm 1973: Kerch và Novorossiysk
- 26 tháng 6 năm 1974: Minsk
- 7 tháng 12 năm 1976: Tula
- 6 tháng 5 năm 1985: Murmansk và Smolensk

Từ năm 1988 việc trao danh hiệu này được chính thức chấm dứt.

## Các Thành phố Anh hùng

### Pháo đài Anh hùng Brest
Pháo đài Brest (Belarus) nằm ngay tại biên giới được thiết lập sau Hiệp ước Xô-Đức. Đêm ngày 22 tháng 6 năm 1941, pháo đài trở thành địa điểm đầu tiên của Liên Xô bị quân đội Đức Quốc xã tấn công và nơi đây trở thành chiến trường giữa lính biên phòng Xô viết và quân đội Đức Quốc xã của Tập đoàn quân Trung tâm. Pháo binh Đức nã dữ dội vào pháo đài tuy nhiên những cố gắng nhanh chóng chiếm lấy cứ điểm này của quân Đức đã thất bại và họ phải thực hiện vây hãm lực lượng Hồng quân bên trong Brest và tiếp tục chọc sâu vào lãnh thổ Liên Xô từ hướng khác. Tại đây, khoảng 4000 Hồng quân đã kháng cự quyết liệt các đợt tấn công của quân đội Đức Quốc xã thường đông hơn họ tới 10 lần. Những người còn lại trong pháo đài bị cắt đứt liên lạc với thế giới bên ngoài, hết lương thực, nước uống, vũ khí, tuy vậy họ vẫn chiến đấu đến người cuối cùng. Quân Đức đã dùng đủ mọi biện pháp từ xe tăng, hơi ngạt, súng phun lửa nhưng cũng không bẻ gãy được sự chống cự của quân đội Xô viết. Đức Quốc xã chỉ hoàn toàn làm chủ được pháo đài vào cuối tháng 7 (hơn 1 tháng sau ngày tấn công) sau khi đã san phẳng gần như toàn bộ hệ thống công sự và thiệt hại nặng nề sau những trận chiến trong các hầm ngầm, khi đó pháo đài đã ở sâu hơn 100 km trong hậu phương quân Đức. Ngay cả khi pháo đài đã bị hạ, những người lính Hồng quân còn sống sót trong căn cứ vẫn tiếp tục chống trả lại quân Đức trong vài tháng sau đó. Tiểu thuyết Tên anh không có trong danh sách của nhà văn Boris Vasiliev đã dựa trên những sự kiện này để viết thành câu chuyện về người lính cuối cùng chiến đấu trên pháo đài.
Pháo đài Brest được tặng thưởng danh hiệu Anh hùng vào năm 1965.

### Minsk
Minsk, thủ đô hiện nay của Belarus, rơi vào vòng vây quân Đức từ cuối tháng 6 năm 1941. Dù đã chống trả quyết liệt nhưng tuyến phòng thủ của thành phố vẫn bị quân đội Đức Quốc xã phá vỡ vào ngày 9 tháng 7 năm 1941, hơn 300.000 lính Hồng quân bị bắt làm tù binh. Trong vòng 3 năm bị chiếm đóng, người Đức đã giết khoảng 400.000 thường dân trong và xung quanh Minsk nhưng nơi đây vẫn là trung tâm phong trào kháng chiến đằng sau chiến tuyến địch của du kích Liên Xô. Minsk được phong danh hiệu Thành phố Anh hùng năm 1974.

### Smolensk

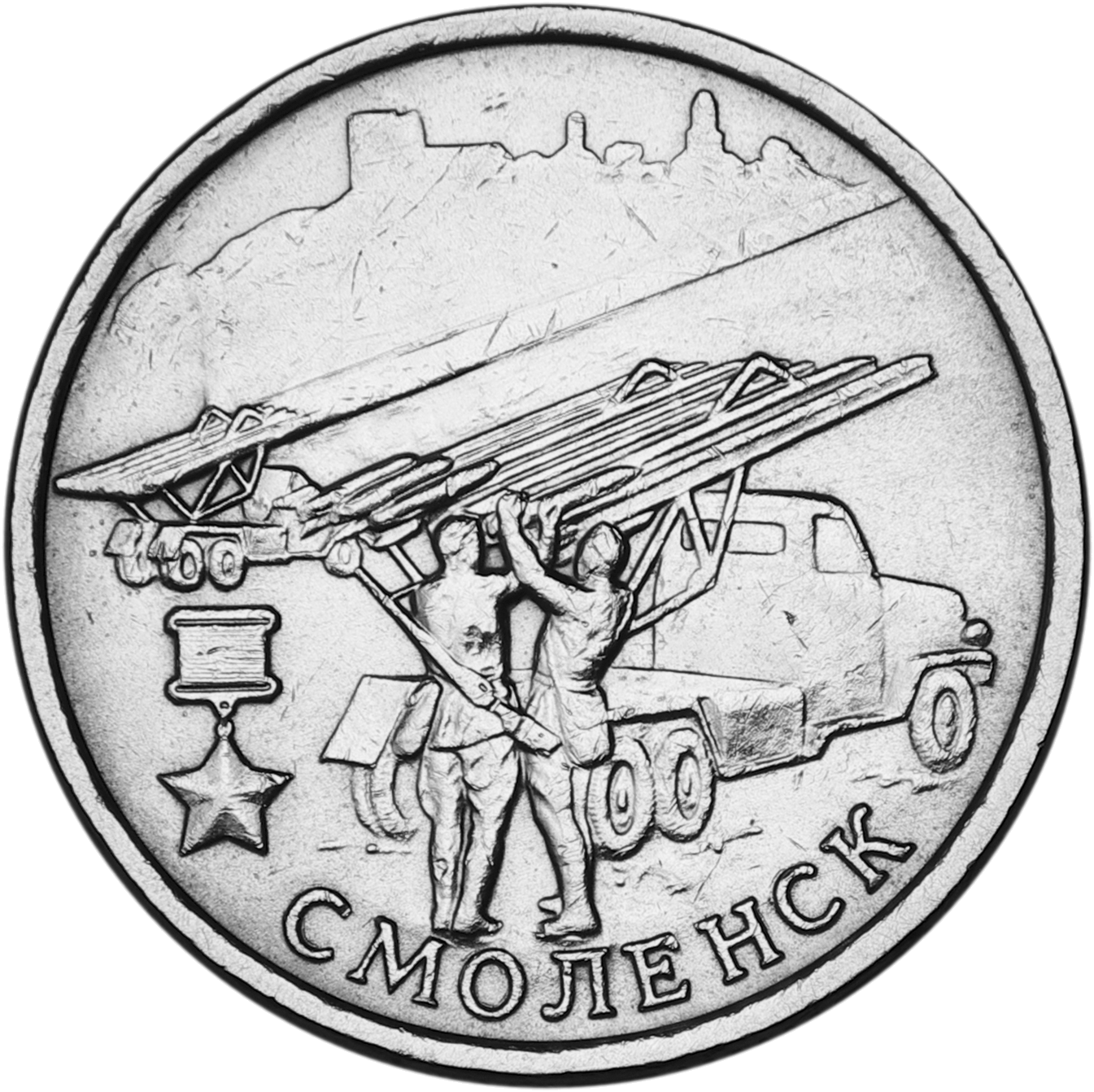
Đồng 2 ruble kỉ niệm thành phố Smolensk, 2000

Nằm trên cửa ngõ tiến vào Moskva, thành phố Smolensk đã chứng kiến những trận chiến quyết liệt giữa Hồng quân và quân đội Đức Quốc xã từ mùa hè năm 1941. Các đơn vị xe bọc thép thuộc tập đoàn quân Trung tâm của Đức Quốc xã bắn đầu tấn công ngày 10 tháng 7 năm 1941 để bao vây Hồng quân vào bên trong thành phố. Người Liên Xô đã chống trả rất quyết liệt, đôi khi còn mở những cuộc phản công về phía quân Đức. Trận chiến kết thúc vào đầu tháng 9, nó đã làm chậm đáng kể bước tiến của tập đoàn quân Trung tâm về Moskva và mở rộng tuyến phòng thủ phía Đông cho Hồng quân. Smolensk được phong Thành phố Anh hùng năm 1985.

### Kiev
Khi quân Đức bắt đầu tấn công vào Kiev ngày 7 tháng 7, Hồng quân được lệnh chống cự và không được phá vòng vây rút lui. Cuộc chống trả trong vòng vây quân Đức trở nên hết sức khó khăn, hàng nghìn người dân đã tình nguyện giúp Hồng quân bảo vệ thành phố. Cuối cùng Kiev bị chiếm ngày 19 tháng 9. Trên 600.000 Hồng quân bị bắt làm tù binh, "cái túi" Kiev được quân Đức giải quyết. Tuy vậy cuộc kháng chiến hiệu quả của người Liên Xô đã phá vỡ kế hoạch "blitzkrieg" (chiến tranh chớp nhoáng) của người Đức. Trong thời gian bị chiếm đóng, hàng trăm nghìn người dân đã bị giết hoặc bị đưa đến các trại lao động tập trung. Kiev một lần nữa trở thành chiến trường khi quân đội Xô viết đẩy lùi Đức Quốc xã về phía Tây, thành phố được giải phóng ngày 6 tháng 11 năm 1943. Kiev được phong tặng danh hiệu Thành phố Anh hùng năm 1965.

### Odessa
Đầu tháng 8 năm 1941, thành phố cảng Odessa trên bờ Biển Đen bị quân Đức và đồng minh Rumani tấn công, cuộc chống trả của người Liên Xô kéo dài đến ngày 16 tháng 10, những người lính Hồng quân còn lại và 15.000 người Liên Xô rút lui bằng đường biển. Tuy nhiên trong những hầm ngầm của thành phố, những người du kích vẫn tiếp tục chiến đấu. Odessa được phong danh hiệu Thành phố Anh hùng năm 1945.

### Murmansk
Thành phố cảng Murmansk nằm sát với biên giới Na Uy và Phần Lan là một thành phố có vị trí chiến lược quan trọng, đây là hải cảng duy nhất của Liên Xô ở bờ biển phía Bắc không bị đóng băng trong mùa đông, và là địa điểm sống còn cho những cuộc vận tải hàng hóa về phía Nam. Quân đội Đức Quốc xã và quân đồng minh Phần Lan bắt đầu tấn công hải cảng từ ngày 29 tháng 6 năm 1941. Cuộc chống trả của người Liên Xô diễn ra ngay trên mặt băng và quân đội của phe Trục không thể nào phá vỡ được tuyến phòng thủ của thành phố, họ phải chấm dứt cuộc tấn công vào cuối tháng 10 năm 1941. Murmansk được phong Anh hùng năm 1985.

### Leningrad (Sankt-Peterburg)
Leningrad, nay là Sankt-Peterburg, đã chứng kiến một trong những bị kịch về nhân đạo lớn nhất của Chiến tranh thế giới thứ hai. Trước chiến tranh, cố đô của nước Nga là thành phố nổi tiếng với rất nhiều kiến trúc cổ điển, dân số của thành phố khi đó vào khoảng 3 triệu người. Từ tháng 8 năm 1941, quân đội Đức Quốc xã bắt đầu tiến đến ngoại ô phía Nam của thành phố, quân đội Phần Lan cũng chiếm lại dải đất bán đảo Karelian phía Tây Bắc Leningrad.
Cả thành phố bị tách rời hoàn toàn khỏi phần lãnh thổ còn lại của Liên Xô từ ngày 8 tháng 9 năm 1941. Vì vịnh Phần Lan cũng đã bị phong tỏa, Leningrad chỉ còn có thể liên lạc với bên ngoài bằng con đường thủy đầy nguy hiểm xuyên qua Hồ Ladoga. Vì việc chiếm thành phố có vẻ sẽ làm người Đức thiệt hại lớn, họ quyết định bao vây Leningrad với ý định sẽ đẩy cả thành phố vào chỗ chết đói. Điện, nước và hơi đốt trong thành phố nhanh chóng bị cắt đứt, tất cả phương tiện giao thông công cộng ngừng hoạt động trong mùa đông 1941-42.
Hàng nghìn người dân Leningrad chết đói hoặc chết cóng ngay trong mùa đông bị bao vây đầu tiên, họ chết trong nhà của mình, trên giường hoặc ngã xuống trên đường phố. Cùng lúc đó, pháo binh Đức tiếp tục bắn phá thành phố dữ dội. Tuy vậy, sau 900 ngày bao vây, Leningrad vẫn không đầu hàng. Khi mặt hồ Ladoga đóng băng vào mùa đông, "Con đường sống" được mở ngay trên mặt hồ phía Nam do Xô viết kiểm soát, xe tải chở lương thực và hàng tiếp viện được đưa đến thành phố, những người bị thương được chuyển khỏi đây. Con đường này thường xuyên bị tấn công bằng pháo binh và không quân Đức.
Khi vòng vây được phá vào tháng 1 năm 1944, trên 1 triệu người dân Leningrad đã chết vì đói, vì cái lạnh hoặc vì những cuộc tấn công của quân Đức. 300.000 lính Hồng quân đã hy sinh trong cuộc bảo vệ và viện trợ thành phố. Leningrad được trao tặng danh hiệu Anh hùng năm 1945, trở thành thành phố đầu tiên được nhận danh hiệu này.

### Tula

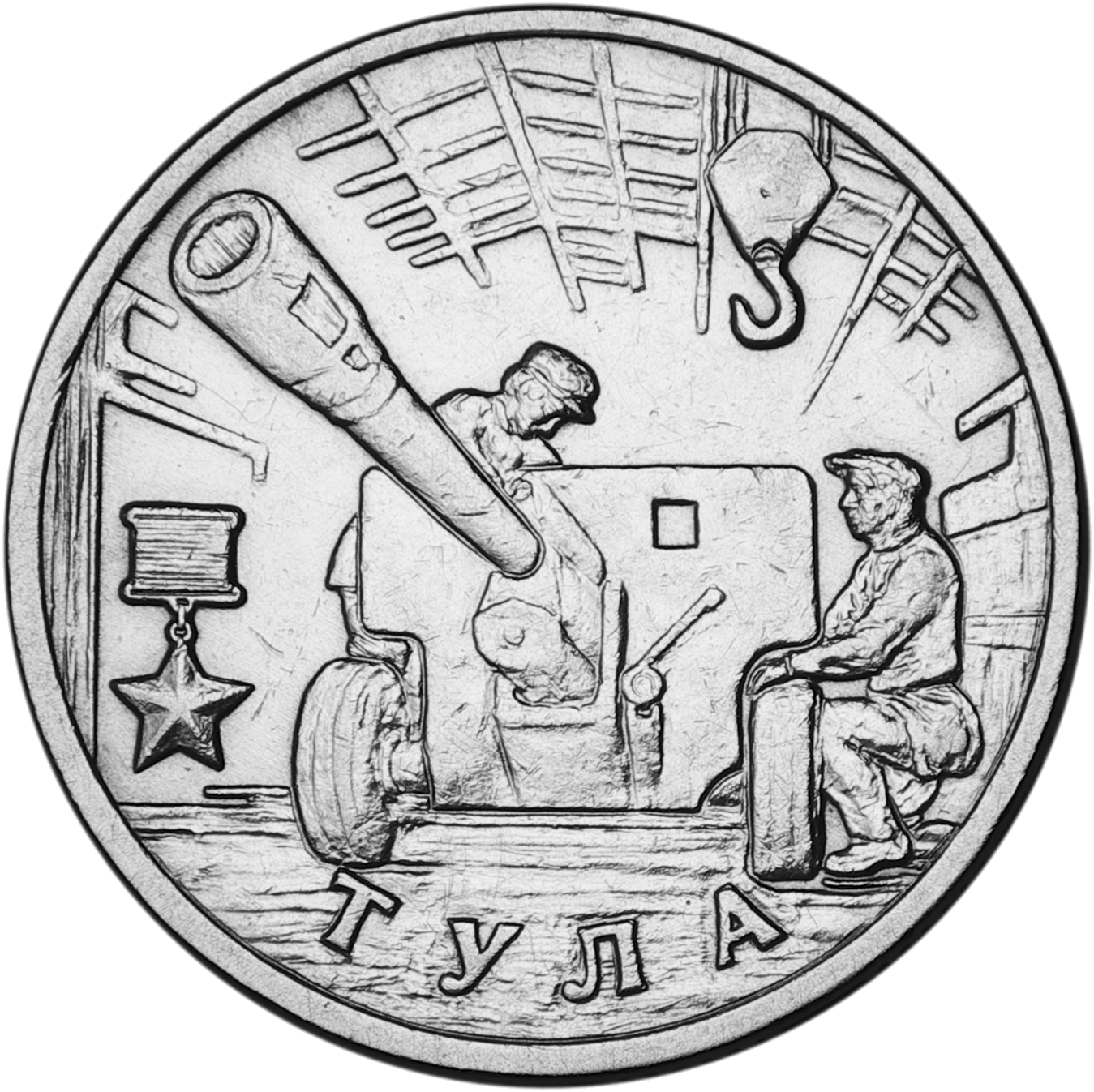
Đồng 2 ruble kỉ niệm thành phố Tula, 2000

Tula trở thành mục tiêu của quân Đức trong cuộc tấn công bẻ gãy sự chống trả của Hồng quân ở ngoại vi Moskva. Thành phố bị tấn công từ ngày 24 tháng 10 đến ngày 5 tháng 12 năm 1941. Thành phố đã đứng vững và đảm bảo cho sườn Nam của tuyến phòng ngự Moskva. Tula được phong Anh hùng năm 1976.

### Moskva
Tại cửa ngõ của thủ đô Liên Xô, quân đội Đức đã chịu một trong những thất bại quyết định của Chiến tranh thế giới thứ hai. Cuộc tấn công của Tập đoàn quân Trung tâm của Đức phải tạm dừng ở ngoại vi Moskva tháng 11 năm 1941. Chính phủ Xô viết đã được dời đi nhưng Stalin vẫn ở lại thành phố, những người dân ở đây bắt đầu xây dựng công sự ngay trên những đường phố Moskva, những ga tàu điện ngầm được dùng làm nơi trú ẩn trong các cuộc oanh kích. Cuộc phản công của quân đội Xô viết diễn ra vào ngày 5 và 6 tháng 12 năm 1941. Ngay trên mặt băng, những người lính Hồng quân được trang bị khí tài chuyên dụng đã đẩy lui quân đội Đức đã kiệt sức ra khỏi ngoại vi thành phố và củng cố vị trí của mình vào ngày 7 tháng 1 năm 1942. Chiến thắng này là sự khích lệ tinh thần lớn lao đối với toàn thể người dân Liên Xô. Moskva được phong Anh hùng năm 1965.

### Sevastopol
Hải cảng Sevastopol trên bờ Biển Đen là pháo đài quan trọng ở bán đảo Krym. Quân Đức và România tiến đến ngoại vi của Sevastopol ngày 30 tháng 10 năm 1941. Thất bại trong việc chiếm lấy thành phố, phe Trục bắt đầu bao vây và oanh tặc thành phố. Sau đó cuộc tấn công thứ hai của quân Đức tháng 12 năm 1941 cũng thất bại và thành phố chỉ bị chiếm vào tháng 6 năm 1942. Sevastopol được giải phóng tháng 5 năm 1944 và được phong Anh hùng ngay năm 1945.

### Kerch
Kerch là một cảng biển phía Đông bán đảo Krym, thành phố bị quân Đức chiếm tháng 11 năm 1941. Ngày 30 tháng 12 năm 1941, Hồng quân đổ bộ chiếm lại thành phố, đến tháng 5 năm 1942 Kerch bị tái chiếm bởi quân Đức nhưng du kích Xô viết vẫn chiến đấu trên các vách đá gần thành phố cho đến cuối tháng 10. Thành phố được hoàn toàn giải phóng ngày 11 tháng 4 năm 1944 và được phong Anh hùng năm 1973.

### Novorossiysk

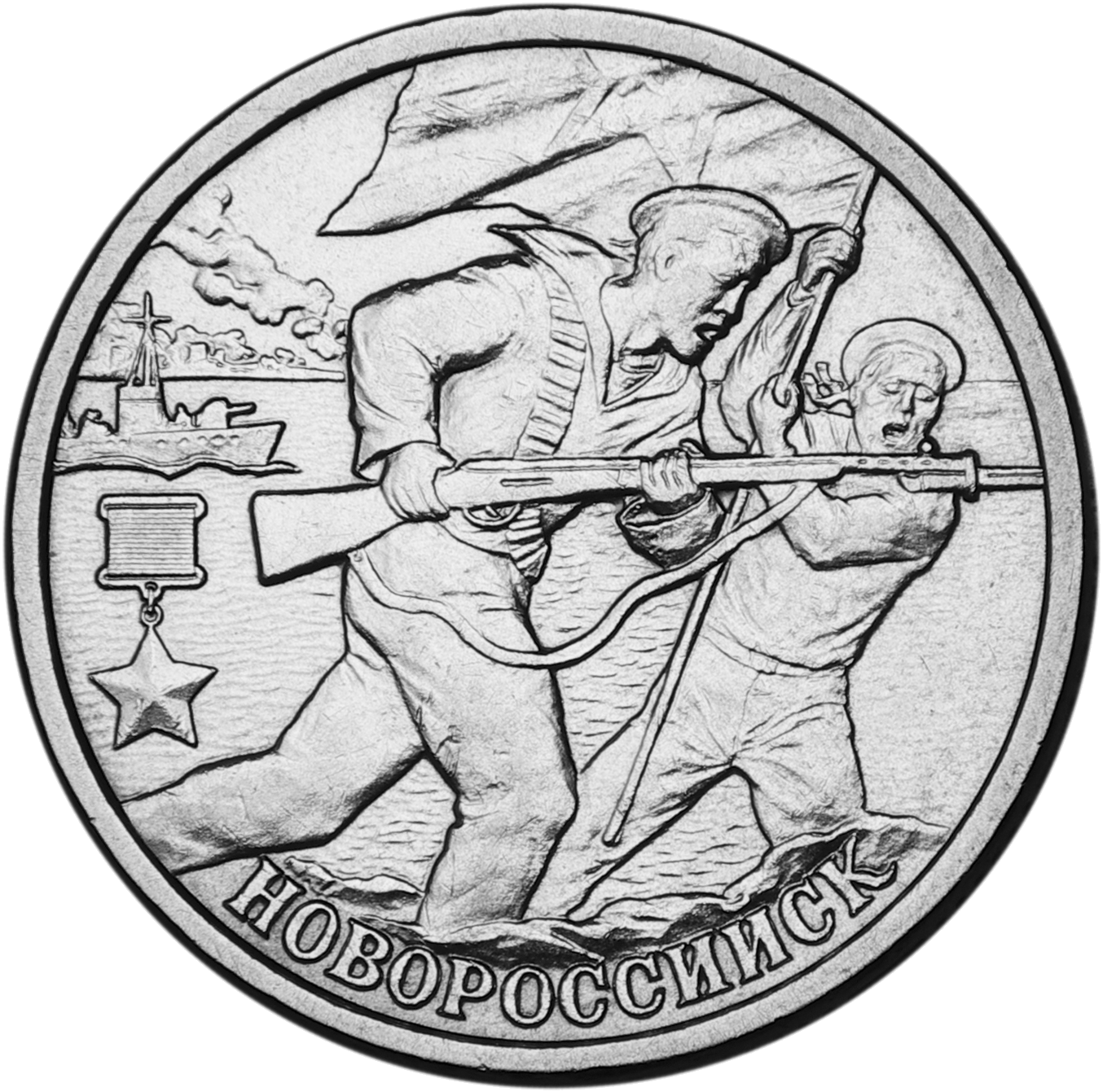
Đồng 2 ruble kỉ niệm thành phố Novorossiysk, 2000

Thành phố Novorossiysk ở bờ biển phía Đông của Biển Đen đã chống trả quyết liệt cuộc tấn công của quân Đức năm 1942. Những cuộc chiến đấu dữ dội bên trong và xung quanh thành phố kéo dài từ tháng 8 đến cuối tháng 9, Hồng quân cuối cùng vẫn kiểm soát được phần phía Đông của vịnh và ngăn cản việc quân Đức dùng cảng Novorossiysk cho các tàu tiếp tế. Novorossiysk cùng với Kerch được phong Anh hùng năm 1973.

### Stalingrad (Volgograd)
Volgograd là tên hiện nay của thành phố Stalingrad. Cuộc bảo vệ Stalingrad từ tháng 7 đến tháng 11 năm 1942, cuộc phản công ngày 19 tháng 11 năm 1942 đã làm quân đội phe Trục sa lầy bên trong và xung quanh vùng ngoại vi thành phố, dẫn tới việc quân đội Đức tại đây đầu hàng ngày 2 tháng 2 năm 1943 đã đánh dấu bước ngoặt cho cả Chiến tranh thế giới thứ hai. Những cuộc oanh tạc dữ dội của người Đức đã giết hàng nghìn người dân Stalingrad và phá hủy gần như hoàn toàn thành phố. Công nhân những nhà máy vũ khí ở Stalingrad đã tự tay cầm những vũ khí do mình sản xuất ra để chống lại quân Đức đã tiến vào bên trong thành phố. Những cuộc chiến tranh đường phố đã làm ưu thế về xe tăng của quân Đức trở thành vô ích. Hồng quân và người dân Stalingrad đã chiến đấu trong từng ngôi nhà, trên từng con phố chống lại quân đội Đức Quốc xã trong nhiều tháng. Cuối cùng người Đức mất tới một phần tư tổng số quân ở mặt trận phía Đông vào trận chiến ở thành phố này, và họ không bao giờ phục hồi được ưu thế của mình sau thất bại tại Stalingrad. Stalingrad được phong Anh hùng năm 1945.

## Truyền thông đại chúng
Bộ tem kỷ niệm các thành phố anh hùng phát hành năm 1965 tại Liên Xô (cũ):

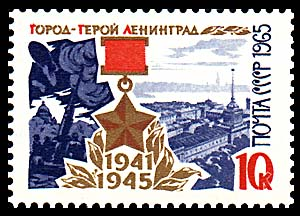
Leningrad
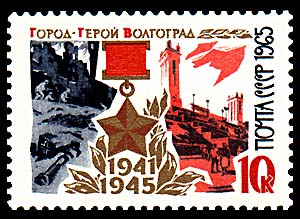
Volgograd
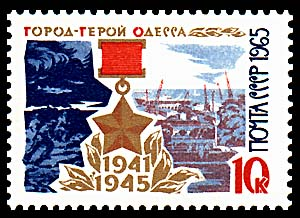
Odessa
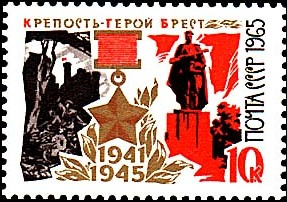
Pháo đài Brest
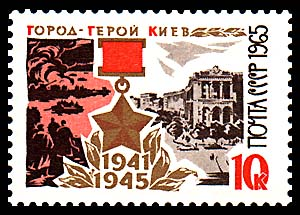
Kiev
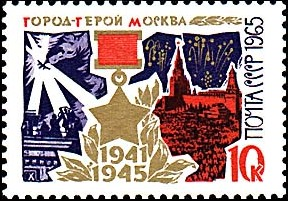
Moskva
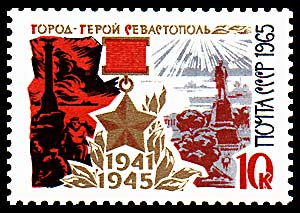
Sevastopol